# 朱仕玠
朱仕玠（1712年—？），字璧豐，又字璧峰，號筠園，福建邵武府建寧縣楊林人:5。和其弟朱仕琇在文壇上皆有名氣，但朱仕玠擅長的是詩，朱仕琇擅長的是古文。
著有《小琉球漫誌》、《筠園詩稿》3卷、《和陶》3卷、《谿音》10卷、《音別》4卷、《龍山漫錄》20卷等。其中《小琉球漫誌》的文學價值雖然略遜於《裨海紀遊》、《臺海使槎錄》，但該書是了解乾隆時期南臺灣社會狀況的重要著作之一。

## 生平
少遊太學，乾隆十八年（1753年）癸酉科拔貢生。通經史百家之書，与弟朱仕琇同游京师。壯年時有渡黃河，遊歷吳、楚、越、宋、齊、魯等地的經歷。在京期間頗有名氣，沈德潛、黄叔琳、方苞、張鵬翀十分欣賞朱仕玠詩作。黄说：“吾师新城先生殁后，不见此调久矣！”（此話又有記成「王士禎沒後，不見此調久矣」）
後屢試不中，近50歲才以明經科任德化教諭。乾隆二十八年（1763年）六月從德化教諭調任臺灣鳳山教諭。次年夏天，因丁母憂回鄉。后被任命为河南内黄知县，未到任而逝。